# Remember (película de 2015)
Remember es una película de suspenso dramático de 2015 dirigida por Atom Egoyan y escrita por Benjamin August. Protagonizada por Christopher Plummer, Bruno Ganz, Jürgen Prochnow, Heinz Lieven, Henry Czerny, Dean Norris y Martin Landau, fue una coproducción de Canadá y Alemania. La trama sigue a un anciano sobreviviente del Holocausto con demencia que se propone matar a un criminal de guerra nazi en represalia por la muerte de su familia y se inspiró en la consideración de August de que había menos papeles para actores mayores en los últimos años.
Después de una proyección en el 72.º Festival Internacional de Cine de Venecia, se estrenó en cines en Canadá el 23 de octubre de 2015, en Alemania el 31 de diciembre de 2015 y en Estados Unidos por A24 el 11 de marzo de 2016. Remember recibió críticas en su mayoría positivas y ganó algunos premios en festivales de cine. En la cuarta edición de los Canadian Screen Awards, August recibió el premio al mejor guion original y Remember también fue nominada a mejor película.

## Argumento
En un hogar de ancianos de la ciudad de Nueva York, Zev Guttman, un sobreviviente del campo de concentración de Auschwitz de 89 años y paciente con demencia, se despierta buscando a su esposa, Ruth, quien murió dos semanas antes. Otro paciente anciano y compañero sobreviviente de Auschwitz, el incapacitado Max Rosenbaum, le recuerda a Zev lo que prometió hacer cuando Ruth murió. Max le ha recordado continuamente a Zev que sus familias fueron asesinadas en el campo por el Blockführer Otto Wallisch, quien se creía que había emigrado a los EE. UU. bajo el nombre falso de Rudy Kurlander. El Centro Simon Wiesenthal ha localizado a cuatro Rudy Kurlanders, pero no hay pruebas para detener a ninguno de ellos. Max le recuerda a Zev que son los únicos dos que aún pueden reconocer a Wallisch.
Max convence a Zev de vengar a sus familias buscando y matando a Wallisch y le proporciona instrucciones escritas para seguir. Zev sale del asilo de ancianos en un taxi y aborda un tren a Cleveland mientras se emite una Alerta Plateada por su desaparición. Tiene momentos de confusión pero confía en la carta, que le recuerda que Ruth está muerta, y Max organiza su viaje. Max dirige a Zev a una armería en Cleveland, donde compra una Glock 17, y luego a los cuatro hombres en los EE. UU. y Canadá llamados Rudy Kurlander, uno de los cuales es el ex Blockführer.
Zev se enfrenta al primer Rudy Kurlander, un veterano alemán de la Segunda Guerra Mundial, en su casa, pero este Kurlander demuestra que sirvió en la Campaña del Norte de África y nunca estuvo cerca de Auschwitz. Zev encuentra al segundo Rudy Kurlander en un asilo de ancianos en Hearst, Ontario, pero resulta que también fue prisionero en Auschwitz, enviado allí por ser homosexual, lo que demuestra mostrándole a Zev su tatuaje en el brazo.
Zev viaja a Boise y llega a la casa del tercer Rudy Kurlander en Bruneau, Idaho. Su hijo, John, un policía estatal de Idaho, le dice a Zev que su padre murió hace tres meses. John, que piensa que Zev es un viejo amigo de su padre de la guerra, le muestra los recuerdos nazis de su padre, pero revela, después de varios vasos de whisky, que su padre era solo un niño y cocinero durante la guerra. Cuando John, que es un neonazi, ve el tatuaje de Zev y se da cuenta de que es judío, se enfurece y suelta a su pastor alemán, Eva (acertadamente llamada así por Eva Braun). Zev dispara al perro y luego a John en defensa propia, se desploma exhausto en la cama de John y sale de la casa por la mañana.
En Reno, Nevada, Zev cae en la calle y es llevado al hospital, donde se pone en contacto con su hijo aliviado, que viaja a Reno. Después de que una joven le lee su carta, Zev se va en taxi a South Lake Tahoe, California. Después de una noche en un hotel donde Zev se ve obligado a usar su tarjeta de crédito, llega a la casa del cuarto Rudy Kurlander y su familia, y lo reconoce por su voz como el Blockführer de Auschwitz. Rudy está feliz de ver a Zev y lo saluda muy cálidamente. El hijo de Zev, que lo rastreó a través de su tarjeta de crédito y luego del servicio de taxis, llega y presencia cómo Zev amenaza con dispararle a la nieta de Rudy a menos que confiese "la verdad" a todos. Rudy le admite a su hija y a su nieta que estuvo en las SS y mató a "muchas" personas. Rudy admite que su verdadero nombre es Kunibert Sturm y que Zev está confundido porque en realidad es Otto Wallisch. Ambos eran Blockführers y, después de la guerra, se tatuaron mutuamente números consecutivos para hacerse pasar por supervivientes judíos. Conmocionado, Zev dispara a Sturm y luego, declarando "Lo recuerdo", se dispara fatalmente.
De regreso en Nueva York, los residentes del asilo de ancianos miran horrorizados las noticias en la televisión sobre el asesinato/suicidio. Max revela que reconoció a Zev como Wallisch cuando llegó al asilo de ancianos, y que Wallisch y Sturm mataron a su familia. En el escritorio de Max se muestra una copia de su carta a Zev junto con una fotografía de Otto Wallisch y una confesión escrita a mano por Max.

## Elenco
- Christopher Plummer como Zev Guttman
- Bruno Ganz como Rudy Kurlander
- Jürgen Prochnow como Rudy Kurlander/Kunibert Sturm
- Heinz Lieven  como Rudy Kurlander
- Henry Czerny como Charles Guttman
- Liza Balkan como Rebecca Guttman
- Dean Norris como John Kurlander
- Martin Landau como Max Rosenbaum
- Kim Roberts como Paula
- Sofia Wells como Molly
- Peter DaCunha como Tyler
- Amanda Smith como Cele
- Stefani Kimber como Inge
- Janet Porter como Molly's mother
- Sugith Varughese como Hotel clerk
- James Cade como Gun Shop clerk
- Sidney Shapiro como Mourner

## Producción

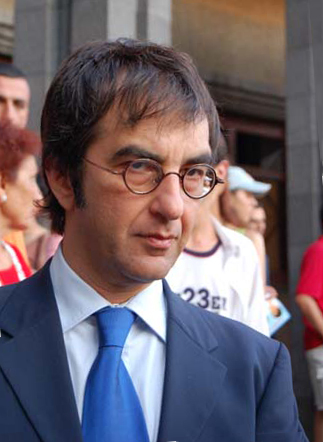
El cineasta Atom Egoyan dijo que dirigió Remember después de sentirse atraído por su historia poco convencional.

Benjamin August, escritor judío de Nueva Jersey residente en Los Ángeles y quien nunca antes había escrito una película producida, declaró a Canadian Jewish News que el concepto de Remember "comenzó... con el deseo de escribir una película protagonizada por un hombre mayor". Consideraba que los actores mayores recibían pocos papeles protagónicos y que los personajes mayores eran empáticos.  August envió su guion al productor canadiense Robert Lantos, quien imaginó a Egoyan como el director ideal. 
El 30 de abril de 2014, se anunció que la película sería dirigida por Egoyan y estaría protagonizada por Christopher Plummer, Martin Landau, Dean Norris, Bruno Ganz, Heinz Lieven y Jürgen Prochnow. Egoyan dijo que la película llegó en un momento en que los últimos sobrevivientes y criminales del Holocausto estaban vivos, y que los juicios en curso en Alemania también hicieron que la película fuera oportuna. La revista Time destacó específicamente que el juicio de Reinhold Hanning estaba en las noticias. El director afirmó que la historia de August le parecía poco convencional y una "aventura de alto riesgo". Plummer, quien fue la primera y única opción de Egoyan para el papel de Zev, declaró que también se sintió atraído por el proyecto por su visión poco convencional de un tema histórico.
El rodaje comenzó el 14 de julio de 2014, con escenas filmadas en Sault Ste. Marie, Ontario y el norte de Ontario. Para la escena en la que Zev mata a John Kurlander, Egoyan tenía la intención de utilizar un doble para Plummer, pero Plummer exigió que realizara la escena él mismo. Plummer le dijo más tarde a CBC News: "Por un momento, me sentí un poco enojado... Porque me hizo sentir de repente bastante viejo". Sin embargo, admitió que disparar el arma lo "asustó" porque "tienen la patada de un elefante" y que estaba "aterrorizado" por el perro en la escena. Dean Norris dijo que Plummer utilizó este miedo en su actuación. La película tuvo un presupuesto de 13 millones de dólares.

## Lanzamiento
El 11 de mayo de 2015, A24 adquirió los derechos de distribución de la película. Remember se proyectó en la sección de competencia principal del 72.º Festival Internacional de Cine de Venecia el 10 de septiembre de 2015, donde recibió una ovación de pie de 10 minutos,  y también se proyectó en el Festival Internacional de Cine de Toronto de 2015. La película se estrenó en Canadá el 23 de octubre de 2015. La película se estrenó en DirecTV Cinema en Estados Unidos el 17 de diciembre de 2015. La película estaba originalmente programada para estrenarse en los EE. UU. en un lanzamiento limitado el 15 de enero de 2016, pero se retrasó hasta el 12 de febrero. Posteriormente se pospuso nuevamente hasta el 11 de marzo de 2016.

## Recepción

### Taquilla
Según Box Office Mojo, la película recaudó $1,184,564 en América del Norte y $2,507,927 en otros territorios para un total mundial de $3,692,491. La película recaudó 800.000 dólares en Canadá, lo que se consideró decepcionante.

### Respuesta de la crítica

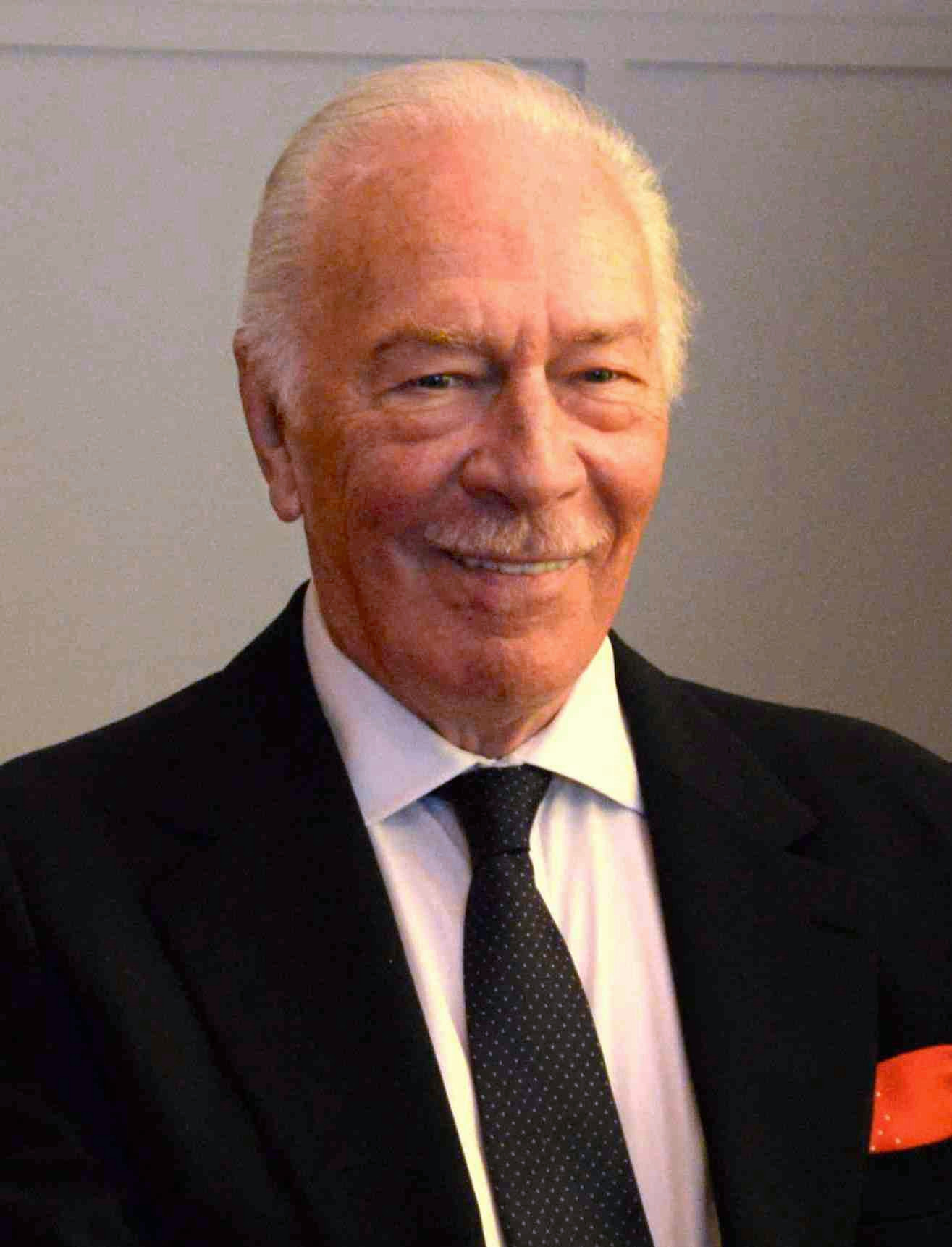
Los críticos elogiaron la actuación de Christopher Plummer, quien fue nominado a Mejor Actor en los Canadian Screen Awards.

En Rotten Tomatoes, la película tiene un índice de aprobación del 69%, basado en 100 reseñas, con una calificación promedio de 6.4/10. El consenso crítico del sitio dice: " Remember corre el riesgo de adentrarse en territorio explotador, pero está respaldada por algunas de las mejores direcciones recientes de Egoyan y una actuación típicamente estelar de Christopher Plummer". Metacritic le otorga una puntuación de 52 sobre 100, basada en 25 críticos, lo que indica "críticas mixtas o promedio".
Jeryl Brunner, de Parade, la calificó como "una de las películas de venganza nazi más impactantes y singulares que se han estrenado en mucho tiempo". Robbie Collin, de The Daily Telegraph, calificó la escena de John Kurlander como "sumamente tensa" y la película como más atractiva que las anteriores películas de Egoyan. John Lasser de IGN escribió: «Una de las cosas que Egoyan hace brillantemente aquí es no solo ofrecer la historia más grande, sino también trabajar en momentos más pequeños increíblemente tensos», y elogió a Plummer por «una actuación absolutamente desgarradora». Tashauna Reid de CBC News escribió: «Egoyan lleva al público a un viaje intrincado y emocionante, con algunas sorpresas en el camino», calificó la actuación de Plummer de «fascinante», y la de Martin Landau y Dean Norris de «igualmente sólida». Kate Taylor de The Globe and Mail escribió: « Remember es admirable; notablemente, construye un drama de genuino suspenso en torno a la búsqueda de venganza de un olvidadizo anciano de 90 años, pero también es frustrantemente limitada de maneras que realmente no se pueden discutir sin revelar su final sorprendente».
Jake Wilson, de The Sydney Morning Herald, ofreció una crítica más variada, juzgando la película como "un guion efectista del debutante Benjamin August que toma prestado mucho de Memento, de Christopher Nolan ". Michael Rechtshaffen, de Los Angeles Times, también escribió: " Remember se beneficia enormemente de una actuación discreta y autoritaria de Christopher Plummer que casi te hace olvidar la lógica de la trama". Richard Roeper destrozó la película, calificándola de "audaz pero a menudo ridícula". Guy Lodge, de Variety, también la desaprobó, escribiendo que la película "le da un giro sincero y encomiable a un material que, en el mejor de los casos, es absurdo. En el peor, el guion del escritor novato Benjamin August es un intento burdo de crear una narrativa de rompecabezas al estilo de Memento a partir del trauma pos-Holocausto". 
En enero de 2017, The AV Club publicó un análisis de la escena donde Zev conoce al personaje John Kurlander. La reseña señaló algunas similitudes superficiales entre el trabajo de Norris como John y su papel como Hank Schrader en Breaking Bad, pero su enfoque principal estaba en cómo los eventos de 2016 y la creciente vocalización de los supremacistas blancos sirvieron para hacer que la escena fuera mucho más perturbadora y realista de lo que parecía cuando la película se estrenó en 2015.

### Reconocimientos
| Premio                               | Fecha de ceremonia           | Categoría                           | Galardonados | Resultado | Ref(s) |
| ------------------------------------ | ---------------------------- | ----------------------------------- | --- | --------- | ------ |
| Calgary International Film Festival  | 2015                         | Audience Choice - Narrative Feature | | Ganador   | [ 35 ] |
| Canadian Screen Awards               | 13 de marzo de 2016          | Mejor película                      | Robert Lantos y Ari Lantos | Nominado  | [ 36 ] |
| Canadian Screen Awards               | 13 de marzo de 2016          | Mejor guion original                | Benjamin August | Ganador   | [ 36 ] |
| Canadian Screen Awards               | 13 de marzo de 2016          | Mejor actor                         | Christopher Plummer | Nominado  | [ 36 ] |
| Canadian Screen Awards               | 13 de marzo de 2016          | Mejores efectos visuales            | Eric Doiron, Sarah Wormsbecher, Nathan Larouche, Anthony De Chellis, Geoff D.E. Scott, Jason Snea, Joel Chambers, Kaiser Thomas, Lon Molnar y Rob Kennedy | Nominado  | [ 36 ] |
| Canadian Society of Cinematographers | 2 de abril de 2016           | Theatrical Feature Cinematography   | Paul Sarossy | Nominado  | [ 37 ] |
| David di Donatello                   | 18 de abril de 2016          | Mejor película extranjera           | | Nominado  | [ 38 ] |
| Hanoi International Film Festival    | 5 de noviembre de 2016       | Best Feature Film                   | Atom Egoyan | Ganador   | [ 39 ] |
| Hanoi International Film Festival    | 5 de noviembre de 2016       | Best Main Actor                     | Christopher Plummer | Ganador   | [ 39 ] |
| Mar del Plata Film Festival          | 2016                         | Audience Award                      | Atom Egoyan | Ganador   | [ 40 ] |
| Saturn Awards                        | 28 de junio de 2017          | Best Independent Film               | | Nominado  |        |
| Vancouver Film Critics Circle        | 6 de enero de 2016           | Best Director of a Canadian Film    | Atom Egoyan | Nominado  | [ 41 ] |
| Vancouver Film Critics Circle        | 6 de enero de 2016           | Mejor actor in a Canadian Film      | Christopher Plummer | Nominado  | [ 41 ] |
| Vancouver Film Critics Circle        | 6 de enero de 2016           | Best Screenplay for a Canadian Film | Benjamin August | Nominado  | [ 41 ] |
| Venice Film Festival                 | 2 – 12 de septiembre de 2015 | Vittorio Veneto Film Festival Award | Atom Egoyan | Ganador   | [ 42 ] |
| Women Film Critics Circle            | 2016                         | Mejor actor                         | Christopher Plummer | Nominado  | [ 43 ] |

## Remake
En 2022 se lanzó una nueva versión surcoreana, también titulada Remember.